# Doob-Dynkin-Lemma
Das Doob-Dynkin-Lemma ist eine nach den Mathematikern Joseph L. Doob und Eugene Dynkin benannte Aussage aus der Wahrscheinlichkeitstheorie, die eine funktionale Beziehung zwischen zwei Zufallsgrößen herstellt.
Seien {\displaystyle X} und {\displaystyle Y} zwei Abbildungen {\displaystyle \Omega \rightarrow \mathbb {R} ^{n}}. In Anwendungen ist {\displaystyle \Omega } in der Regel ein Wahrscheinlichkeitsraum und {\displaystyle X} und {\displaystyle Y} sind darauf definierte Zufallsgrößen.
In der Wahrscheinlichkeitstheorie stellt sich die Frage, wann man {\displaystyle Y} bereits aus {\displaystyle X} berechnen kann, das heißt, wann es eine Borel-messbare Funktion {\displaystyle h\colon \mathbb {R} ^{n}\rightarrow \mathbb {R} ^{n}} gibt, so dass {\displaystyle Y=h\circ X}.
Ist nun {\displaystyle {\mathcal {A}}} eine σ-Algebra auf {\displaystyle \Omega } und ist {\displaystyle X} {\displaystyle {\mathcal {A}}}-messbar, so ergibt sich als notwendige Bedingung für die Existenz einer messbaren Funktion {\displaystyle h\colon \mathbb {R} ^{n}\rightarrow \mathbb {R} ^{n}} mit {\displaystyle Y=h\circ X}, dass auch {\displaystyle Y} {\displaystyle {\mathcal {A}}}-messbar sein muss, denn die Verkettung messbarer Funktionen ist wieder messbar. Diese Bedingung ist am stärksten, wenn man {\displaystyle {\mathcal {A}}} so klein wie möglich wählt, das heißt wenn
{\displaystyle {\mathcal {A}}=\sigma (X):=\{X^{-1}(B);\,B\subset \mathbb {R} ^{n}\,{\text{Borelmenge}}\}},
die sogenannte von {\displaystyle X} erzeugte σ-Algebra ist. Dass diese Bedingung dann sogar hinreichend ist, besagt gerade das
Doob-Dynkin-Lemma: Für zwei Abbildungen {\displaystyle X,Y\colon \Omega \rightarrow \mathbb {R} ^{n}} sind folgende Aussagen äquivalent:
1. Es gibt eine Borel-messbare Funktion {\displaystyle h\colon \mathbb {R} ^{n}\rightarrow \mathbb {R} ^{n}} mit {\displaystyle Y=h\circ X}.
2. {\displaystyle Y} ist {\displaystyle \sigma (X)}-messbar.

Dadurch wird verständlich, dass man σ-Algebren als Träger wahrscheinlichkeitstheoretischer Informationen ansieht. Ist {\displaystyle Y} bezüglich der von {\displaystyle X} erzeugten σ-Algebra messbar, so kann {\displaystyle Y} keine Information enthalten, die nicht bereits in {\displaystyle X} steckt, wie durch die erste Aussage präzisiert wird.